# Норманска палата
Норманска или Краљевска палата (итал. Palazzo dei Normanni, Palazzo Reale) налази се у Палерму, била је седиште краљева током норманске доминације, а касније различитим владарима Сицилије. Данас је то регионални парламент Сицилије. 
Палата је на највишој тачки старог центра града, непосредно изнад првих картагињанских насеља чији остаци се могу видети у подземним деловима палате.

## Историјат
Током рестаурације соба “Duca di Monfaito” 1984. године у западном делу палате појавила се монументална структура старог опсежног зида картагињанског града. Верује се да је прву грађевину Каср (Qasr, палата или замак на арапском) подигао у IX веку Емир од Палерма. Делови ове палате преостали су у темељима и подрумима, где се налазе типични арапски лукови. 
Пошто су Нормани освојили Сицилију 1072. године и прогласили Палермо престоницом Краљевине Сицилије, палата је изабрана за главну резиденцију краљева. Нормански краљеви преуредили су некадашњу арапску палату у мултифункционални комплекс за административну и резиденционалну намену. 
Током владавине швапске династије, палата је задржала административну функцију, и била је центар сицилијанске школе поезије, али је ретко коришћена као стални центар моћи, посебно за време владавине Фридриха II. (краља Сицилије 1198-1250). Године 1132. краљ Руђер II (Ruggero II) је додао чувену капелу Cappella Palatina комплексу учинивши је средиштем палате.
Све зграде биле су међусобно повезане аркадама и окружене вртовима, које су подигли најбољи вртлари Блиског истока. Велики део палате је касније обнављан и дозиђиван, а неки делови грађевине из доба Руђера II остали су посебно у холу - Sala Normanna. 